# Diogo Gonçalves
Diogo António Cupido Gonçalves (ur. 6 lutego 1997 w Almodôvar) – portugalski piłkarz grający na pozycji napastnika w Real Salt Lake.

## Sukcesy
SL Benfica
- Mistrz Portugalii: 2022/2023

FC Kopenhaga
- Puchar Danii: 2022/2023
- Mistrz Danii: 2022/2023[3]